# Coppa Libertadores 1973
La Coppa Libertadores 1973 fu la 14ª edizione della massima competizione calcistica per club sudamericana.

## Prima fase

### Gruppo A
| Squadra           | Pti | G | V | N | P | GF | GS | DG  |
| ----------------- | --- | - | - | - | - | -- | -- | --- |
| San Lorenzo       | 10  | 6 | 5 | 0 | 1 | 15 | 1  | +14 |
| Wilstermann       | 7   | 6 | 3 | 1 | 2 | 6  | 8  | -2  |
| River Plate       | 5   | 6 | 2 | 1 | 3 | 12 | 10 | +2  |
| Oriente Petrolero | 2   | 6 | 1 | 0 | 5 | 5  | 19 | -14 |

| Data        | Sede                    | Squadra in casa   | Risultato | Squadra in trasferta |
| ----------- | ----------------------- | ----------------- | --------- | -------------------- |
| 25 febbraio | Santa Cruz de la Sierra | Oriente Petrolero | 1-3       | River Plate          |
| 25 febbraio | Cochabamba              | Wilstermann       | 1-0       | San Lorenzo          |
| 28 febbraio | Santa Cruz de la Sierra | Oriente Petrolero | 0-3       | San Lorenzo          |
| 28 febbraio | Cochabamba              | Wilstermann       | 1-0       | River Plate          |
| 11 marzo    | Santa Cruz de la Sierra | Oriente Petrolero | 3-1       | Wilstermann          |
| 13 marzo    | Buenos Aires            | San Lorenzo       | 1-0       | River Plate          |
| 19 marzo    | Buenos Aires            | River Plate       | 2-2       | Wilstermann          |
| 20 marzo    | Buenos Aires            | San Lorenzo       | 4-0       | Oriente Petrolero    |
| 22 marzo    | Buenos Aires            | San Lorenzo       | 3-0       | Wilstermann          |
| 23 marzo    | Buenos Aires            | River Plate       | 7-1       | Oriente Petrolero    |
| 27 marzo    | Buenos Aires            | River Plate       | 0-4       | San Lorenzo          |
| 27 marzo    | Cochabamba              | Wilstermann       | 1-0       | Oriente Petrolero    |

### Gruppo B
| Squadra   | Pti | G | V | N | P | GF | GS | DG |
| --------- | --- | - | - | - | - | -- | -- | -- |
| Botafogo  | 9   | 6 | 4 | 1 | 1 | 15 | 9  | +6 |
| Palmeiras | 9   | 6 | 4 | 1 | 1 | 10 | 6  | +4 |
| Nacional  | 4   | 6 | 1 | 2 | 3 | 8  | 9  | -1 |
| Peñarol   | 2   | 6 | 0 | 2 | 4 | 4  | 13 | -9 |

| Data        | Sede           | Squadra in casa | Risultato | Squadra in trasferta |
| ----------- | -------------- | --------------- | --------- | -------------------- |
| 17 febbraio | Montevideo     | Nacional        | 2-0       | Peñarol              |
| 17 febbraio | San Paolo      | Palmeiras       | 3-2       | Botafogo             |
| 24 febbraio | Rio de Janeiro | Botafogo        | 3-2       | Nacional             |
| 25 febbraio | San Paolo      | Palmeiras       | 2-0       | Peñarol              |
| 28 febbraio | San Paolo      | Palmeiras       | 1-1       | Nacional             |
| 10 marzo    | Rio de Janeiro | Botafogo        | 4-1       | Peñarol              |
| 10 marzo    | Montevideo     | Peñarol         | 1-1       | Nacional             |
| 14 marzo    | Rio de Janeiro | Botafogo        | 2-0       | Palmeiras            |
| 14 marzo    | Montevideo     | Peñarol         | 2-2       | Botafogo             |
| 17 marzo    | Montevideo     | Nacional        | 1-2       | Botafogo             |
| 21 marzo    | Montevideo     | Peñarol         | 0-2       | Palmeiras            |
| 24 marzo    | Montevideo     | Nacional        | 1-2       | Palmeiras            |

### Gruppo C
| Squadra        | Pti | G | V | N | P | GF | GS | DG  |
| -------------- | --- | - | - | - | - | -- | -- | --- |
| Colo-Colo      | 8   | 6 | 3 | 2 | 1 | 16 | 4  | +12 |
| Emelec         | 7   | 6 | 3 | 1 | 2 | 6  | 7  | -1  |
| El Nacional    | 5   | 6 | 2 | 1 | 3 | 5  | 10 | -5  |
| Unión Española | 4   | 6 | 1 | 2 | 3 | 3  | 9  | -6  |

| Data        | Sede      | Squadra in casa | Risultato | Squadra in trasferta |
| ----------- | --------- | --------------- | --------- | -------------------- |
| 25 febbraio | Guayaquil | Emelec          | 2-0       | El Nacional          |
| 1º marzo    | Santiago  | Colo-Colo       | 5-0       | Unión Española       |
| 11 marzo    | Guayaquil | Emelec          | 1-0       | Unión Española       |
| 11 marzo    | Quito     | El Nacional     | 1-1       | Colo-Colo            |
| 14 marzo    | Guayaquil | Emelec          | 1-0       | Colo-Colo            |
| 14 marzo    | Quito     | Nacional        | 1-0       | Unión Española       |
| 18 marzo    | Quito     | El Nacional     | 1-0       | Emelec               |
| 18 marzo    | Santiago  | Unión Española  | 0-0       | Colo-Colo            |
| 22 marzo    | Santiago  | Unión Española  | 2-1       | El Nacional          |
| 24 marzo    | Santiago  | Unión Española  | 1-1       | Emelec               |
| 25 marzo    | Santiago  | Colo-Colo       | 5-1       | El Nacional          |
| 28 marzo    | Santiago  | Colo-Colo       | 5-1       | Emelec               |

### Gruppo D
| Squadra        | Pti | G | V | N | P | GF | GS | DG |
| -------------- | --- | - | - | - | - | -- | -- | -- |
| Millonarios    | 4   | 2 | 1 | 1 | 0 | 6  | 2  | +4 |
| Deportivo Cali | 1   | 2 | 0 | 1 | 1 | 2  | 6  | -4 |

| Data     | Sede   | Squadra in casa | Risultato | Squadra in trasferta |
| -------- | ------ | --------------- | --------- | -------------------- |
| 15 marzo | Bogotà | Millonarios     | 6-2       | Deportivo Cali       |
| 21 marzo | Cali   | Deportivo Cali  | 0-0       | Millonarios          |

### Gruppo E
| Squadra          | Pti | G | V | N | P | GF | GS | DG |
| ---------------- | --- | - | - | - | - | -- | -- | -- |
| Cerro Porteño    | 9   | 6 | 4 | 1 | 1 | 14 | 5  | +9 |
| Olimpia          | 6   | 6 | 3 | 0 | 3 | 9  | 9  | 0  |
| Sporting Cristal | 6   | 6 | 2 | 2 | 2 | 5  | 9  | +4 |
| Universitario    | 3   | 6 | 1 | 1 | 4 | 5  | 10 | -5 |

| Data        | Sede     | Squadra in casa  | Risultato | Squadra in trasferta |
| ----------- | -------- | ---------------- | --------- | -------------------- |
| 2 febbraio  | Lima     | Sporting Cristal | 2-2       | Universitario        |
| 4 febbraio  | Asunción | Cerro Porteño    | 4-2       | Olimpia              |
| 14 febbraio | Lima     | Universitario    | 2-1       | Olimpia              |
| 17 febbraio | Lima     | Sporting Cristal | 1-0       | Olimpia              |
| 19 febbraio | Lima     | Universitario    | 0-2       | Cerro Porteño        |
| 22 febbraio | Lima     | Sporting Cristal | 1-1       | Cerro Porteño        |
| 2 marzo     | Asunción | Olimpia          | 2-1       | Cerro Porteño        |
| 2 marzo     | Lima     | Universitario    | 0-1       | Sporting Cristal     |
| 9 marzo     | Asunción | Olimpia          | 3-1       | Universitario        |
| 15 marzo    | Asunción | Cerro Porteño    | 1-0       | Universitario        |
| 16 marzo    | Asunción | Olimpia          | 1-0       | Sporting Cristal     |
| 20 marzo    | Asunción | Cerro Porteño    | 5-0       | Sporting Cristal     |

## Seconda Fase
Le vincitrici dei 5 gruppi precedenti assieme ai campioni uscenti dell'Independiente sono divise in due gruppi, le cui vincenti vanno in finale.

### Gruppo A
| Squadra       | Pti | G | V | N | P | GF | GS | DG |
| ------------- | --- | - | - | - | - | -- | -- | -- |
| Independiente | 5   | 4 | 2 | 1 | 1 | 5  | 3  | +2 |
| San Lorenzo   | 4   | 4 | 1 | 2 | 1 | 4  | 3  | +1 |
| Millonarios   | 3   | 4 | 1 | 1 | 2 | 1  | 4  | -3 |

| Data      | Sede         | Squadra in casa | Risultato | Squadra in trasferta |
| --------- | ------------ | --------------- | --------- | -------------------- |
| 6 aprile  | Bogotà       | Millonarios     | 1-0       | Independiente        |
| 11 aprile | Bogotà       | Millonarios     | 0-0       | San Lorenzo          |
| 24 aprile | Buenos Aires | San Lorenzo     | 2-0       | Millonarios          |
| 26 aprile | Avellaneda   | Independiente   | 2-0       | Millonarios          |
| 5 maggio  | Buenos Aires | San Lorenzo     | 2-2       | Independiente        |
| 9 maggio  | Avellaneda   | Independiente   | 1-0       | San Lorenzo          |

### Gruppo B
| Squadra       | Pti | G | V | N | P | GF | GS | DG |
| ------------- | --- | - | - | - | - | -- | -- | -- |
| Colo-Colo     | 5   | 4 | 2 | 1 | 1 | 10 | 9  | +1 |
| Cerro Porteño | 4   | 4 | 2 | 0 | 2 | 8  | 9  | -1 |
| Botafogo      | 3   | 4 | 1 | 1 | 2 | 8  | 8  | 0  |

| Data      | Sede           | Squadra in casa | Risultato | Squadra in trasferta |
| --------- | -------------- | --------------- | --------- | -------------------- |
| 6 aprile  | Rio de Janeiro | Botafogo        | 1-2       | Colo-Colo            |
| 11 aprile | Asunción       | Cerro Porteño   | 5-1       | Colo-Colo            |
| 26 aprile | Asunción       | Cerro Porteño   | 3-2       | Botafogo             |
| 4 maggio  | Santiago       | Colo-Colo       | 4-0       | Cerro Porteño        |
| 8 maggio  | Santiago       | Colo-Colo       | 3-3       | Botafogo             |
| 15 maggio | Rio de Janeiro | Botafogo        | 2-0       | Cerro Porteño        |

## Finale
|               | Risultati |               | Data           |  |
| ------------- | --------- | ------------- | -------------- |  |
| Independiente | 1 - 1     | Colo Colo     | 22 maggio 1973 |  |
| Coco-Colo     | 0 - 0     | Independiente | 29 maggio 1973 |  |
| Independiente | 2 - 1     | Coco-Colo     | 6 giugno 1973  |  |

| Argentina                            |
| Campione Club Atlético Independiente |